# Mel Gibson
Mel Columcille Gerard Gibson, AO, född 3 januari 1956 i Peekskill, New York, är en amerikansk-australisk skådespelare, regissör och producent.

## Biografi
Mel Gibson föddes i USA men flyttade med familjen till Australien vid 12 års ålder och växte upp i New South Wales som sjätte barnet i en syskonskara på elva barn. Hans far är Hutton Gibson.
Gibson utbildade sig på National Institute of Dramatic Art i New South Wales (Sydney), där han uppträdde på det nationella dramatiska institutet med de framtida filmstjärnorna Judy Davis och Geoffrey Rush. Han delade rum på college med Geoffrey Rush. Gibsons bror Donal Gibson är också skådespelare.
Gibson är en av de största skådespelarna i actiongenren. Han fick ett genombrott och ådrog sig internationell uppmärksamhet genom Mad Max-filmerna 1979–85. Med Gallipoli (1981) etablerades Gibson som en seriös skådespelare och prisades av Australian Film Institute. Hans första film i Hollywood var Floden (1984). Det riktigt stora genombrottet kom dock 1987 med hans roll i filmen Dödligt vapen. Efter det tog Gibsons karriär i Hollywood fart på allvar och han har med framgång medverkat även i dramer och komedier. Han bodde dock under flera år huvudsakligen i Australien, på en gård i New South Wales. På 1990-talet flyttade han till USA. Han äger flera egendomar runt om i världen.
Gibson grundade sitt produktionsbolag Icon Productions 1989. Bolagets första film var Hamlet (1990). 1993 debuterade Gibson som regissör med filmen Mannen utan ansikte. 1995 var Gibson både regissör för och huvudrollsinnehavare i medeltidsfilmen Braveheart. För den fick han Oscars för både bästa film och bästa regi. Under 2004 blev han uppmärksammad för den film, The Passion of the Christ, som han regisserat och producerat om Jesus. Filmens dialog är på arameiska och latin. Filmen blev både kontroversiell och ekonomiskt framgångsrik. Hans fjärde film som regissör, Apocalypto, släpptes 2006.
År 2010 spelade Gibson i filmen Edge of Darkness, vilket var hans första filmroll sedan 2003. År 2011 spelade han huvudrollen i The Beaver, regisserad av Jodie Foster.
År 2016 gjorde Gibson comeback som regissör i den biografiska krigsfilmen Hacksaw Ridge, för vilken han återigen Oscarnominerades för bästa regi.

## Privatliv och kontroverser
1980–2011 var Gibson gift med Robyn Gibson (tidigare Moore) och tillsammans fick de sju barn, Hannah (född 1980), tvillingarna Edward och Christian (födda 1982), William (född 1985), Louis (född 1988), Milo (född 1990) och Thomas (född 1999). Paret separerade 2006 och frun ansökte om skilsmässa 2009. Gibson har även dottern Lucia (född 2009) med Oksana Grigorieva, som också har en son från ett tidigare förhållande med Timothy Dalton. Med Rosalind Ross har han sonen Lars (född 2017).
Gibson är troende kristen och stödjer det republikanska partiet. Han tillhör sedevakantisterna[källa behövs] som anser att nuvarande påven i Rom inte följer den rätta läran.
På 1990-talet lyckades Gibson komma ur sin alkoholism och var under flera år nykter alkoholist. Den 28 juli 2006 greps han dock av polis för rattonykterhet under en färd genom Malibu. Poliserna som stoppade honom säger att han var rasande och han påstås ha yttrat antisemitiska kommentarer som att judarna skulle ha orsakat samtliga väpnade konflikter i världshistorien. Den påstådda antisemitismen har fått särskild uppmärksamhet, eftersom vissa judiska företrädare redan 2004 menat att Gibson framställt judar på ett negativt vis i filmen The Passion of the Christ. Gibsons försvarare har dock exempelvis framhållit att även filmens huvudperson, Jesus från Nasaret, faktiskt var jude. 
2011 meddelade Gibson att han skulle göra en film om Mackabéerna, skriven av Joe Eszterhas. 2012 läckte ett brev från Eszterhas till Gibson, i vilket manusförfattaren anklagar Gibson för att vara judehatare och beskriver skådespelarens aggressiva och instabila beteende när Eszterhas och hans familj hälsat på Gibson, som Eszterhas i brevet uppmanar att söka terapi. I ett svar skriver Gibson att de flesta av Eszterhas anklagelser är falska och att hans manus var dåligt. Gibson var också föremål för skandal efter att flickvännen Oksana Grigorieva 2010 anklagade honom för misshandel och ett bandat telefonsamtal där Gibson skäller ut Grigorieva och använder diverse rasistiska uttryck läckte ut på internet, vilket resulterade i att Gibsons agentur William Morris slutade representera honom.

## Filmografi (urval)
| År   | Film                         | Roll                             | Noter |
| ---- | ---------------------------- | -------------------------------- | --- |
| 1977 | Den sista helgen             | Scallop                          | |
| 1977 | Ingen dans på rosor          | Baseballspelare                  | Okrediterad |
| 1979 | Tim                          | Tim                              | Australian Film Institute Award for Best Actor in a Leading Role |
| 1980 | Mad Max                      | Max Rockatansky                  | |
| 1980 | The Chain Reaction           | Bearded mechanic                 | Okrediterad |
| 1981 | Mad Max 2                    | Max Rockatansky                  | aka The Road Warrior Nominerad—Saturn Award for Best Actor |
| 1981 | Gallipoli                    | Frank Dunne                      | Australian Film Institute Award for Best Actor in a Leading Role |
| 1982 | Brännpunkt Djakarta          | Guy Hamilton                     | Nominerad—Australian Film Institute Award for Best Actor in a Leading Role |
| 1982 | Attack styrka Z              | Kapten P.G. (Paul) Kelly         | |
| 1984 | Mrs. Soffel                  | Ed Biddle                        | |
| 1984 | Floden                       | Tom Garvey                       | |
| 1984 | Bounty                       | Fletcher Christian               | |
| 1985 | Mad Max bortom Thunderdome   | Max Rockatansky                  | |
| 1987 | Dödligt vapen                | Sergeant Martin Riggs            | |
| 1988 | Tequila Sunrise              | Dale "Mac" McKussic              | |
| 1989 | Dödligt vapen 2              | Martin Riggs                     | |
| 1990 | Hamlet                       | Prins Hamlet                     | |
| 1990 | Air America                  | Gene Ryack                       | |
| 1990 | Lovligt byte                 | Rick Jarmin                      | |
| 1992 | Evigt ung                    | Kapten Daniel McCormick          | |
| 1992 | Dödligt vapen 3              | Martin Riggs                     | MTV Movie Award for Best Action Sequence MTV Movie Award for Best On-Screen Duo (med Danny Glover) Nominerad—MTV Movie Award for Best Kiss (med Rene Russo) Nominerad—MTV Movie Award for Most Desirable Male |
| 1993 | Mannen utan ansikte          | Justin McLeod                    | |
| 1994 | Maverick                     | Bret Maverick                    | |
| 1995 | Pocahontas                   | John Smith                       | Röstroll |
| 1995 | Braveheart                   | William Wallace                  | Nominerad—MTV Movie Award for Best Performance - Male Nominerad—MTV Movie Award for Most Desirable Male |
| 1996 | Ransom                       | Tom Mullen                       | Blockbuster Entertainment Awards: Favorite Actor—Suspense Nominerad—Golden Globe Award for Best Actor – Motion Picture Drama                                                                                  |
| 1997 | FairyTale: A True Story      | Frances pappa                    | Okrediterad |
| 1997 | Sammansvärjningen            | Jerry Fletcher                   | Blockbuster Entertainment Awards—Favorite Actor—Suspense |
| 1997 | Två pappor för mycket        | Scott the Body Piercer           | Okrediterad cameoroll |
| 1998 | Dödligt vapen 4              | Martin Riggs                     | Nominerad—MTV Movie Award for Best Action Sequence (med Danny Glover) |
| 1999 | Payback                      | Porter                           | |
| 2000 | Vad kvinnor vill ha          | Nick Marshall                    | Nominerad—Golden Globe Award for Best Actor – Motion Picture Musical or Comedy |
| 2000 | Patrioten                    | Ben Martin                       | - Blockbuster Entertainment Award for Favorite Actor – Drama People's Choice Awards—Favorite Motion Picture Star in a Drama Nominerad—MTV Movie Award for Best Performance - Male                             |
| 2000 | Flykten från hönsgården      | Rocky Rhodes                     | Röstroll |
| 2000 | The Million Dollar Hotel     | Detektiv Jack Skinner            | |
| 2002 | We Were Soldiers             | Överstelöjtnant Hal Moore        | |
| 2002 | Signs                        | Rev. Graham Hess                 | |
| 2003 | The Singing Detective        | Dr. Gibbon                       | |
| 2004 | Paparazzi                    | Anger Management Therapy Patient | Okrediterad |
| 2006 | Vem dödade elbilen?          | Som sig själv                    | Dokumentär |
| 2010 | Edge of Darkness             | Tom Craven                       | |
| 2011 | The Beaver                   | Walter Black                     | |
| 2012 | Get the Gringo               | Förare                           | |
| 2013 | Machete Kills                | Luther Voz                       | |
| 2014 | The Expendables 3            | Conrad Stonebanks                | |
| 2016 | Blood Father                 | John Link                        | |
| 2017 | Daddy's Home 2               | Kurt                             | |
| 2018 | Dragged Across Concrete      | Brett Ridgeman                   | |
| 2019 | The Professor and the Madman | James Murray                     | |
| 2019 | Boss Level                   | Col. Clive Ventor                | |

| År   | Film                      | Noter |
| ---- | ------------------------- | --- |
| 1993 | Mannen utan ansikte       | |
| 1995 | Braveheart                | Oscar för bästa regi Golden Globe Award för bästa regi Broadcast Film Critics Association Award for Best Director National Board of Review Special Achievement in Filmmaking ShoWest Award: Director of the Year Nominerad—BAFTA Award for Best Direction Nominerad—Directors Guild of America Award |
| 2004 | The Passion of the Christ | Nominated—Satellite Award for Best Director |
| 2006 | Apocalypto                | |
| 2016 | Hacksaw Ridge             | Nominerad-Oscar för bästa regi Nominerad-Golden Globe Award för bästa regi |
| 2025 | Flight Risk               | |

| År   | Film                         | Noter |
| ---- | ---------------------------- | --- |
| 1992 | Evigt ung                    | Exekutiv producent—okrediterad |
| 1995 | Braveheart                   | Oscar för bästa film Nominerad—BAFTA Award for Best Film not in the English Language |
| 2000 | The Three Stooges            | TV-film Exekutiv producent |
| 2001 | Invincible                   | TV-film Exekutiv producent |
| 2003 | Family Curse                 | TV-film Exekutiv producent |
| 2003 | The Singing Detective        | |
| 2004 | The Passion of the Christ    | People's Choice Awards—Favorite Motion Picture Drama Hollywood Film Festival—Hollywood Producer of the Year                                                                                                   |
| 2004 | Paparazzi                    | |
| 2005 | Leonard Cohen: I'm Your Man  | TV-film Exekutiv producent |
| 2006 | Apocalypto                   | Nominerad—Golden Globe Award for Best Foreign Language Film Nominerad—BAFTA Award for Best Film not in the English Language Nominerad—Broadcast Film Critics Association Award for Best Foreign Language Film |
| 2008 | Another Day in Paradise      | TV-film |
| 2012 | Get the Gringo               | |
| 2014 | Eliza Graves                 | Även kallad The Asylum |
| 2018 | Unbreakable Spirit           | Kreativ producent |
| 2019 | The Professor and the Madman | |

| År   | Film                      | Noter |
| ---- | ------------------------- | ----- |
| 2004 | The Passion of the Christ |       |
| 2006 | Apocalypto                |       |
| 2012 | Get the Gringo            |       |

## Teater
- Le Chateau d'Hydro-Therapie Magnetique av Helmut Bakaitis – Jane Street Theatre, Sydney, 1976 – med Steve Bisley
- Mother and Son av Louis Esson – NIDA Theatre, Sydney, 1977 – med Steve Bisley och Judy Davis, regisserad av Aubrey Mellor
- The Hostage av Brendan Behan – NIDA Theatre, Sydney, 1977 – med Steve Bisley, regisserad av George Whaley
- Once in a Lifetime av Kaufman och Hart – NIDA, Sydney, 1977 – med Steve Bisley och Judy Davis, regisserad av Richard Wherrett
- En midsommarnattsdröm av William Shakespeare
- Kung Oidipus av Sofokles – Adelaide Festival of the Arts, 1978 – med Colin Friels
- Cedoona av Roger Pulvers – Adelaide Festival of the Arts, 1978 – med Colin Friels och Judy Davis, regisserad av Ron Blair
- The Les Darcy Show by Jack Hibberd – Adelaide, 1978 – med Colin Friels och Judy Davis, regisserad av Ron Blair
- Romeo och Julia av William Shakespeare – Perth & Sydney, 1979 – med Angela Punch-McGregor, regisserad av John Bell
- I väntan på Godot av Samuel Beckett – med Geoffrey Rush
- On Our Selection av Bert Bailey och Edmund Duggan – Sydney, 1979 – regisserad av George Whaley
- No Names, No Pack Drill av Bob Herbert – Sydney, 1981 – med Noni Hazelhurst
- En handelsresandes död av Arthur Miller som Biff – Sydney, 1982 – med Warren Mitchell, regisserad av George Ogilvie
- Love Letters by A. R. Gurney – Telluride, Colorado, 1993 – med Sissy Spacek